# Сін-Сіноцу

43°13′31″ пн. ш. 141°38′58″ сх. д. / 43.22528° пн. ш. 141.64944° сх. д.
Сі́н-Сіно́цу (яп. 新篠津村, しんしのつむら, МФА: [ɕiɴ ɕinot͡ɕu muɾa]) — село в Японії, в повіті Ісікарі округу Ісікарі префектури Хоккайдо. Станом на 1 жовтня 2008 року площа села становила 78,24 км². Станом на 31 березня 2017 населення села становило 3205 осіб.